# Sec-Butylmethylether
sec-Butylmethylether ist eine chemische Verbindung aus der Gruppe der Ether, genauer der Dialkylether. Die Verbindung liegt bei Raumtemperatur als Flüssigkeit vor und ist wie die meisten Dialkylether relativ reaktionsträge.
Konstitutionsisomere der Verbindung sind Isobutylmethylether, n-Butylmethylether und tert-Butylmethylether.